# 1972年ミュンヘンオリンピックのトルコ選手団
1972年ミュンヘンオリンピックのトルコ選手団（1972ねんミュンヘンオリンピックのトルコせんしゅだん）は、1972年8月26日から9月11日にかけて西ドイツのミュンヘンで開催された1972年ミュンヘンオリンピックのトルコ選手団、およびその競技結果。

## 概要
今大会は銀メダル1個を獲得した。

## メダル
| メダル | 選手名           | 競技       | 種目                         |
| ------ | ---------------- | ---------- | ---------------------------- |
| 銀     | ベービ・アクダグ | レスリング | 男子フリースタイルフェザー級 |